# Atletismo nos Jogos Pan-Americanos de 1967 - Salto em distância feminino
A prova do salto em distância feminino nos Jogos Pan-Americanos de 1967 foi realizada em Winnipeg, Canadá.

## Medalhistas
| Ouro                    | Prata                      | Bronze                          |
| Irene Martínez CUB Cuba | Gisela Vidal VEN Venezuela | Willye White USA Estados Unidos |

## Resultados
| Posição           | Nome             | Nacionalidade      | Marca | Notas |
| ----------------- | ---------------- | ------------------ | ----- | ----- |
| Medalha de ouro   | Irene Martínez   | CUB Cuba           | 6.33  |       |
| Medalha de prata  | Gisela Vidal     | VEN Venezuela      | 6.20  |       |
| Medalha de bronze | Willye White     | USA Estados Unidos | 6.17  |       |
| 4                 | Martha Watson    | USA Estados Unidos | 6.14  |       |
| 5                 | Joan Hendry      | CAN Canadá         | 6.12  |       |
| 6                 | Marcia Garbey    | CUB Cuba           | 5.99  |       |
| 7                 | Alicia Kaufmanas | ARG Argentina      | 5.87  |       |
| 8                 | Jennifer Meldrum | CAN Canadá         | 5.85  |       |